# Мідо Ялле
Мідо Кінгу Накухо Ялле (фр. Mydo Kingu Nakouho Yallet; нар. 26 грудня 1997, Кіншаса, ДР Конго) — конголезький футболіст, захисник білоруського «Нафтана».

## Життєпис
У липні 2016 року футболіст став гравцем есватинійського клубу «Мбабане Шеллоуз». Разом із клубом у травні 2017 року вирушив на матчі Кубку Конфедерації КАФ. Перший матч на турнірі зіграв 13 травня 2017 року проти туніського клубу «Сфаксьєна», в якому вийшов на заміну на 94-й хвилині. У складі клубу ставав дворазовим переможцем та срібним призером есватинійського чемпіонату. У липні 2020 року перейшов до конголезького клубу «Блессінг». Потім через сезон перейшов до конголезького клубу «Віта», а на початку 2023 року став гравцем конголезького «Мотема Пембе». У складі останнього з вище вказаних відзначився двома голами у Кубку Конфедерації КАФ.
У січні 2024 року прибув на перегляд до мінського «Динамо». Однак футболіст не підійшов мінському клубу і незабаром вирушив у розпорядження новополоцького «Нафтана». У березні 2024 року футболіст офіційно приєднався до новополоцького клубу. На початку квітня 2024 року стало відомо, що футболіст залишив розпорядження новополоцького клубу. Однак незабаром повернувся з уже підписаним контрактом до новополоцького клубу, який не міг зареєструвати гравця через відсутність трансферного сертифікату. Дебютував за клуб 14 квітня 2024 року у матчі проти «Сморгоні», в якому вийшов на заміну на початку другого тайму.

## Досягнення
«Мбабане Шеллоуз»
- Прем'єр-ліга Есватіні
  -  Чемпіон (2): 2016/17, 2017/18